# 渡邊博子
渡邊 博子（わたなべ ひろこ、1960年8月10日 - ）は、愛知県出身の元競艇選手。

## 来歴
1997年3月5日、蒲郡競艇場にて開催された「第10回女子王座決定戦」GIIを優勝する。
2014年12月に4期通算勝率が3.50を下回り規定により森年省吾、菊原隆司らとともに引退。その後は日本レジャーチャンネルの専属解説者に転身している。

## 戦績
- 出走回数：5557回
- 1着回数：573回
- 優出回数：21回
- 優勝回数：3回
- フライング(F)回数：20回
- 出遅れ(L)回数：5回
- 通算勝率：4.30
- 2連対率：22.15
- 3連対率：38.47
- 生涯獲得賞金：353,268,957円